# Kłodzko
Kłodzko [ˈkwɔʦkɔ] (tyska: Glatz, tjeckiska: Kladsko) är en stad i sydvästra delen av Nedre Schlesiens vojvodskap i Polen, belägen i en trång dal omkring floden Nysa Kłodzka. Staden hade 27 919 invånare i juni 2014 och är huvudort i distriktet Powiat kłodzki. Administrativt utgör staden en stadskommun.

## Geografi
Staden ligger omkring 80 kilometer sydväst om Wrocław vid Nysa Kłodzka, som är ett biflöde till Oder. Kłodzko är centralort för Kłodzkodalen, en dal på norra sidan av Sudeterna med många historiska småstäder och kurorter och en omfattande turistverksamhet. Dalen omgärdas på tre sidor av gränsen mot Tjeckien.

## Historia

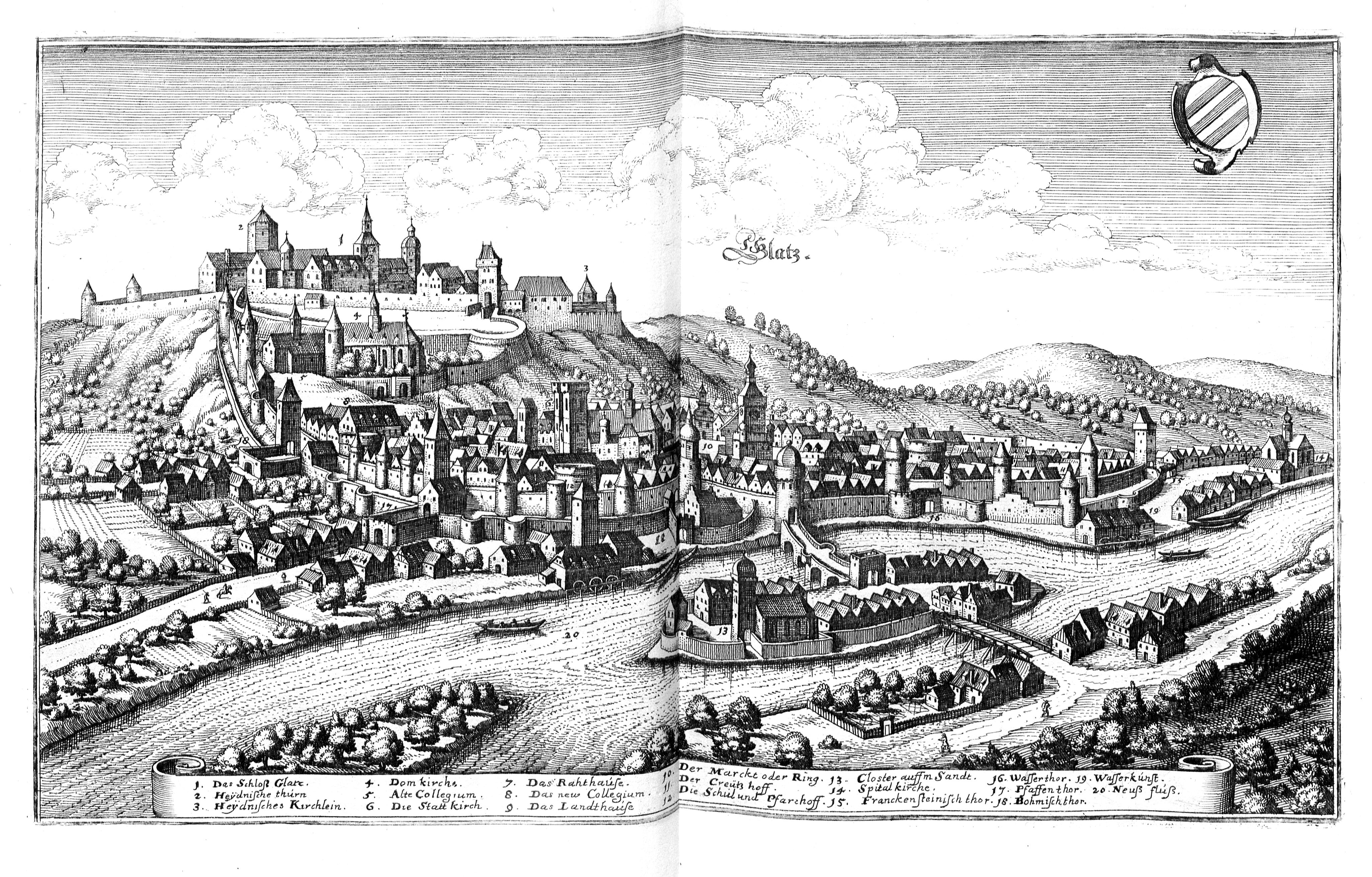
Staden Glatz omkring 1650 på kopparstick av Matthäus Merian den äldre. Ur Martin Zeillers Topographia Bohemiae, Moraviae Et Silesiae.

Kłodzko är en gammal befäst stad och det gamla slottet Glatz var under trettioåriga kriget utsatt för flera belägringar (även av svenskarna) och togs 1742 av preussarna, varefter befästningarna förstärktes. 1760
överrumplades Glatz av Laudon, och 1807
försvarades Glatz med framgång av greve
Götzen mot bajrare och württembergare. 
1898 slopades enceinten och utanverken, men den på en brant klippa på vänstra Nysa Kłodzkastranden liggande donjonen och det mitt emot på andra stranden liggande Schäferberg-verket bibehölls för spärrning av de genom staden gående förbindelserna. 
Under preussiskt styre var Glatz kretsstad i grevskapet med samma namn och hade 16 052 invånare 1905. Grevskapet Glatz var beläget i det preussiska regeringsområdet Breslau i provinsen Schlesien, en högslätt på ömse sidor om Nysa Kłodzka, omgiven av Glatzbergen, en del av
Sudeterna.
Grevskapet Glatz hade en areal på 1 636 km2 och 168 556 invånare (1900), de flesta katoliker, vilka lydde under ärkebiskopen i Prag. Landet hade stenkol och stenbrott samt textil-, glas- och porslinsindustri. Grevskapet tillhörde i forna tider än Böhmen, än Polen, tills Ferdinand I köpte det 1534 och sedan förenade det med Böhmen. Jämte Schlesien avträddes det 1742 till Preussen.
Efter Tysklands nederlag i andra världskriget 1945 hamnade orten på den östra sidan av Oder-Neisse-linjen och tillföll Polen.